# Киломбу (Санта-Катарина)
Киломбу (порт. Quilombo) — муниципалитет в Бразилии, входит в штат Санта-Катарина. Составная часть мезорегиона Запад штата Санта-Катарина. Входит в экономико-статистический  микрорегион Шапеко. Население составляет 9946 человек на 2006 год. Занимает площадь 279,279 км². Плотность населения — 35,6 чел./км².

## История
Город основан 6 октября 1961 года.

## Статистика
- Валовой внутренний продукт на 2003 составляет 145.475.925,00 реалов (данные: Бразильский институт географии и статистики).
- Валовой внутренний продукт на душу населения на 2003 составляет 14.112,92 реалов (данные: Бразильский институт географии и статистики).
- Индекс развития человеческого потенциала на 2000 составляет 0,802 (данные: Программа развития ООН).

## География
Климат местности: субтропический.